# 有玉村
有玉村（ありたまむら）は静岡県の西部、長上郡・浜名郡に属していた村である。現在の浜松市中央区の一部にあたる。

## 地理
- 河川：馬込川 染地川、北藪川

## 歴史
- 1889年（明治22年）4月1日 - 町村制の施行により、近世以来の有玉村が単独で自治体を形成して長上郡有玉村が発足。
- 1896年（明治29年）4月1日 - 郡制の施行により所属郡が浜名郡に変更。
- 1908年（明治41年）1月1日 - 中郡村および小野田村の一部（半田）と合併して積志村が発足。同日有玉村廃止。
- 1957年（昭和32年）10月1日 - 積志村が浜松市に編入。
- 2007年（平成19年）4月1日 - 浜松市が政令指定都市に移行し、旧村域は東区の所属となる。
- 2024年（令和6年）1月1日 - 浜松市の行政区再編に伴い、旧村域が中央区となる。

## 交通

### 鉄道路線
現在は遠州鉄道鉄道線自動車学校前駅が所在するが、当時は未開業（本村廃止翌年の1909年に市場駅として開業）。

### 道路
現在は東名高速道路の浜松北バスストップが所在するが、当時は未開通。